# 洛斯特格羅夫鎮區 (愛荷華州韋伯斯特縣)
洛斯特格羅夫鎮區（英語：Lost Grove Township）是位於美國愛荷華州韋伯斯特縣的一個行政鎮區。

## 地方資料
根據2010年美國人口普查的數據，洛斯特格羅夫鎮區的面積為92.37平方千米，當中陸地面積為92.37平方千米，而水域面積為0.00平方千米。當地共有人口662人，而人口密度為每平方千米7.17人。